# Mănăstirea Cusici
Mănăstirea Cusici este o mănăstire ortodoxă din România situată în comuna Zlatița, județul Caraș-Severin.
Mănăstirea ortodoxa sârbă din Cusici se află pe malul stâng al râului Nera în imediata apropiere de frontiera cu Serbia. Nu se cunoaște cu exactitate anul în care a fost construită, însă săpăturile arheologice denotă că, în secolul al XV-lea, aici a funcționat o mănăstire. Au fost păstrate ruinele bisericii acesteia. De altfel, în documentele turcești Mănăstirea Sf. Nicolae este consemnată pentru prima dată în 1556-1557.
Conform unui document din 1757, Mănăstirea Cusici avea o biserica noua, cu hramul Nașterea Prea Sfintei Născătoare de Dumnezeu. Biserica actuala a manastirii a fost construită în prima jumatate a secolului XVIII, parțial pe vechile temelii.
În anul 1951 clopotul mănăstirii și inventarul Bisericii din Cusici au fost predate Bisericii din Zlatița. În prezent, mănăstirea nu are viață monahală. Este deschisă în ziua hramului Nașterea Măicii Domnului - 21 septembrie.

## Vezi și
- Sava Vuković (episcop)